# Yō Yoshida
Yō Yoshida (jap. 吉田 羊 Yoshida Yō; ur. 3 lutego w Kurume) – japońska aktorka. Nie ujawnia swojej daty urodzenia, ponieważ nie chce być wybierana do ról według swojego wieku.

## Życiorys
Yo Yoshida urodziła się 3 lutego w prefekturze Fukuoka w Japonii. Po ukończeniu lokalnej szkoły średniej nie wiedząc czym się zająć, znalazła w czasopiśmie ogłoszenie teatru, który poszukiwał aktorek, po telefonie do nich przeniosła się do Tokio, gdzie zadebiutowała jako aktorka w 1997 roku w małym teatrze.
W 2015 roku zdobyła nagrodę dla najlepszej aktorki drugoplanowej na Międzynarodowym Festiwalu Dram w Tokio i nagrodę Hochi w tej samej kategorii. W kolejnym roku zdobyła również dwie nagrody, nagrodę Błękitnej Wstęgi dla najlepszej aktorki drugoplanowej oraz nagrodę Élan d’Or dla debiutanta roku.

## Wybrana filmografia

### Dramy
| Rok       | Tytuł                                                                          | Rola              | Stacja telewizyjna | Uwagi                    |
| --------- | ------------------------------------------------------------------------------ | ----------------- | ------------------ | ------------------------ |
| 2012      | Jun to Ai (純と愛)                                                             | Fujiko Kirino     | NHK                | Asadora                  |
| 2014      | Hero 2 (ヒーロー 第2期)                                                        | Reiko Baba        | Fuji TV            | Sezon 2                  |
| 2015      | Anohana: The Flower We Saw That Day (あの日見た花の名前を僕達はまだ知らない。) | Yoko Honma        | Fuji TV            | Jednoodcinkowa drama     |
| 2015–2017 | Doktor Kounodori (コウノドリ)                                                  | Rumiko Komatsu    | TBS                | Sezon 2                  |
| 2016      | Sanada Maru (真田丸)                                                           | Komatsuhime       | NHK                | Taiga drama              |
| 2016      | Naomi to Kanako (ナオミとカナコ)                                               | Yoko Hattori      | Fuji TV            |                          |
| 2016–2021 | Cold Case: Shinjitsu no Tobira (コールドケース ～真実の扉～)                   | Yuri Ishikawa     | WOWOW              | Główna rola w 3 sezonach |
| 2018      | Spotkajmy się po szkole (中学聖日記)                                           | Ritsu Haraguchi   | TBS                |                          |
| 2019      | Nagi's Long Vacation (凪のお暇)                                                | Misuzu Shiraishi  | TBS                |                          |
| 2020      | Mothers in Love (恋する母たち)                                                 | Yūko Hayashi      | TBS                |                          |
| 2022      | Kamen Rider Black Sun (仮面ライダーBLACK SUN)                                  | Bishium           | Prime Video        |                          |
| 2024      | Ekstremalnie niestosowne! (不適切にもほどがある!)                              | Sakae Sakisaka    | TBS                |                          |
| 2024      | Hikaru Kimi e (光る君へ)                                                       | Fujiwara no Akiko | NHK                | Taiga drama              |

### Filmy
| Rok  | Tytuł                                                               | Rola                      | Uwagi       |
| ---- | ------------------------------------------------------------------- | ------------------------- | ----------- |
| 2011 | Usagi Drop (うさぎドロップ)                                         | Haruko Sasaki             |             |
| 2015 | Flying Colors (ビリギャル)                                          | Akari Kudo (matka Sayaki) |             |
| 2015 | Nōnai Poison Berry (脳内ポイズンベリー)                             | Ikeda                     |             |
| 2015 | The Pearls of the Stone Man (愛を積むひと)                          | Michiko Ueda              |             |
| 2016 | Desperate Sunflowers the Movie (嫌な女)                             | Tetsuko Ishida            | Główna rola |
| 2018 | Hanalei Bay (ハナレイ・ベイ)                                        | Sachi                     | Główna rola |
| 2018 | After the Rain (恋は雨上がりのように)                               | Tomoyo Tachibana          |             |
| 2018 | Kaasan ga donna ni boku o kirai demo (母さんがどんなに僕を嫌いでも) | Mitsuko                   | Główna rola |
| 2018 | Cafe Funiculi Funicula (コーヒーが冷めないうちに)                   | Yaeko Hirai               |             |
| 2018 | Love x Doc (ラブ×ドック)                                            | Asuka                     | Główna rola |
| 2019 | Hit Me Anyone One More Time (記憶にございません!)                   | Akane Yamanishi           |             |
| 2022 | My Broken Mariko (マイ・ブロークン・マリコ)                         | Kyoko Tamura              |             |
| 2022 | Silent Parade (沈黙のパレード)                                      | Maya Miyazawa             |             |
| 2023 | Miłość i głęboka woda (クレイジークルーズ)                          | Hatsumi Yabuchi           |             |
| 2023 | Ichikei's Crow: The Movie (映画 イチケイのカラス)                   | Etsuko Kobayakawa         |             |
| 2023 | Winny (–)                                                           |                           |             |
| 2024 | Happiness (ハピネス)                                                | Riyo Yamagishi            |             |

## Nagrody i nominacje
| Rok  | Ceremonia                             | Kategoria                                     | Nominowany | Rezultat  | Przy. |
| ---- | ------------------------------------- | --------------------------------------------- | --- | --------- | ----- |
| 2015 | Międzynarodowy Festiwal Dramy w Tokio | Najlepszy Występ Aktorki w Roli Drugoplanowej | Hero 2 | Wygrana   | [ 4 ] |
| 2015 | Nagrody Filmowe Hochi                 | Najlepsza Aktorka Drugoplanowa                | Flying Colors, Nōnai Poison Berry, The Pearls of the Stone Man i Hero 2                                                                                             | Wygrana   | [ 5 ] |
| 2016 | Nagrody Błękitnej Wstęgi              | Najlepsza Aktorka Drugoplanowa                | Flying Colors, Nōnai Poison Berry i Hero 2 | Wygrana   | [ 6 ] |
| 2016 | Nagroda Élan d’Or                     | Debiutant Roku                                | Filmy (Flying Colors, Nōnai Poison Berry i Hero), Dramy (Ouroboros, Kaze no Tôge: Ginkan no Fu, Do S Deka, 3 Tsu no Machi no Monogatari, Koinaka i Doktor Kounodori | Wygrana   | [ 7 ] |
| 2016 | Nagrody Japońskiej Akademii Filmowej  | Najlepsza Aktorka Drugoplanowa                | Flying Colors | Nominacja | [ 8 ] |